# 皮科里韦拉
皮科里韦拉（英語：Pico Rivera），是美国加利福尼亚州洛杉矶县下属的一座城市。建市于1958年1月29日，面积大约为8.3平方英里（21.5平方公里）。根据2010年美国人口普查，该市有人口62,942人。